# Vitorino Salomé

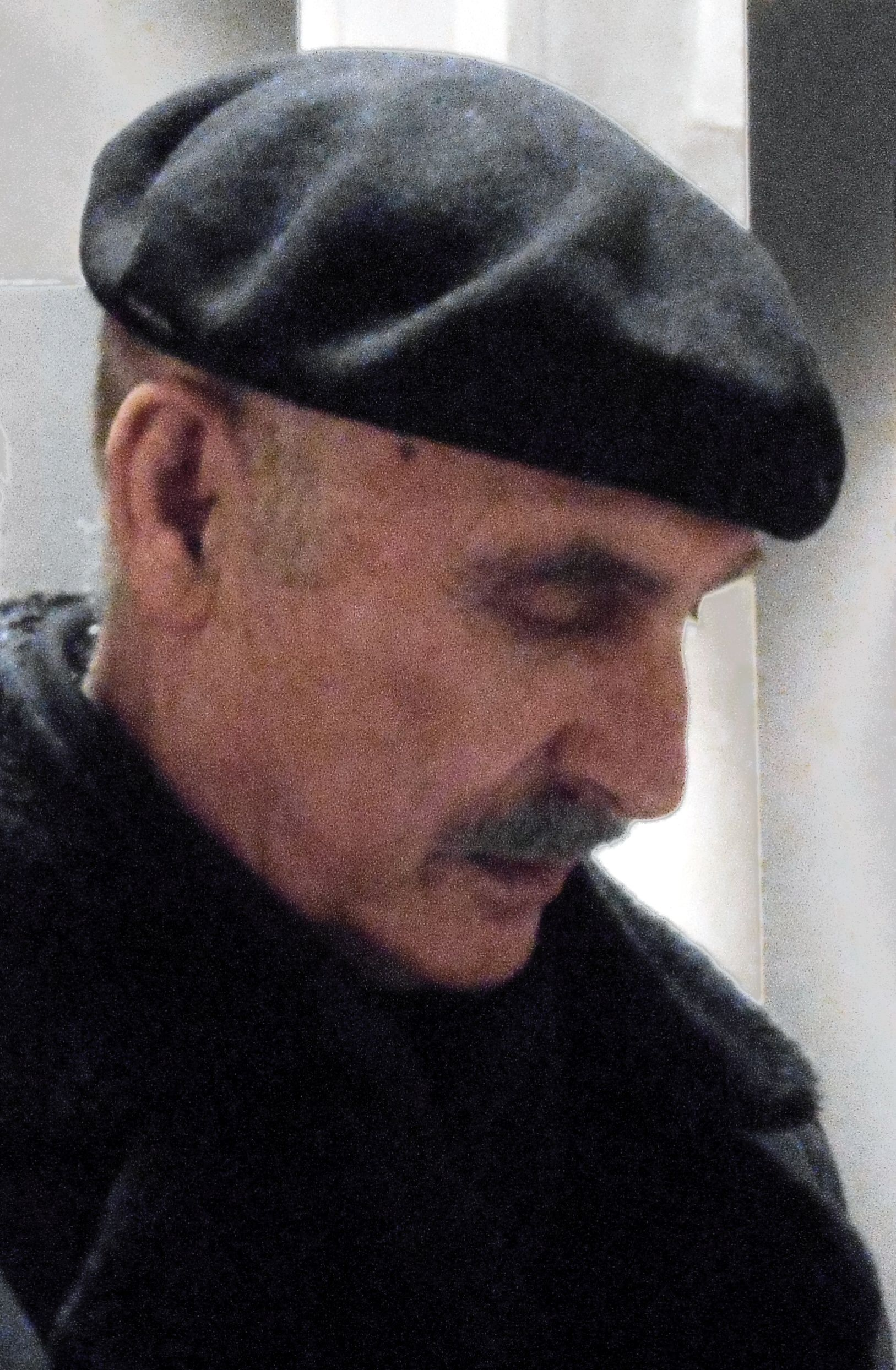
Vitorino (2014 in Gelsenkirchen)

Vitorino Salomé Vieira (* 11. Juni 1941 in Redondo) ist ein portugiesischer Liedermacher, Folksänger, Protestsänger und Komponist.
Er wird in Portugal nur Vitorino genannt und gilt als einer der bekanntesten Liedermacher und Protestsänger aus der Zeit nach der Nelkenrevolution 1974, neben Namen wie José Afonso, Sérgio Godinho, José Mário Branco oder Fausto, die mehrfach zusammen auftraten und aufnahmen.

## Leben

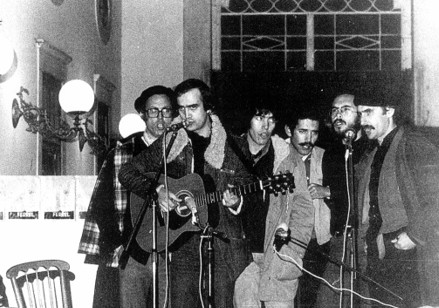
Vitorino 1979 (ganz rechts, mit José Afonso, ganz links, Fausto, 2.v.l., und Sérgio Godinho, 3.v.l.)

Vitorino wurde in eine Familie von Musiker geboren. So sang sein Vater Fado de Coimbra und spielte Mandoline (Bandolim), ebenso wie sein Großvater, und sein Onkel sang Lissabonner Fado. Sein jüngerer Bruder Janita Salomé wurde ebenfalls Musiker.
Im Alter von 11 Jahren begann Vitorino, in einem Kloster in seiner Heimatstadt Redondo Klavier zu lernen. Er gab den Unterricht jedoch schnell auf und sollte danach nie wieder formellen Musikunterricht nehmen. Er sang nun in lokalen Chören und Vereinen und zu privaten Anlässen.
1968 ging er zum Kunststudium nach Lissabon, wo er bald zum Freundeskreis um José Afonso, Adriano Correia de Oliveira, Fausto und José Mário Branco gehörte. 1969 ließ er sich in Paris nieder, zusammen mit José Mário Branco, dank dem er dort als Liedermacher und Protestsänger wie er aufzutreten begann. Zu nennen ist das Konzert 1969 im dortigen Théâtre de la Mutualité, bei dem mit José Afonso, José Mário Branco, Luís Cília, Sérgio Godinho und Tino Flores einige der bedeutendsten Musiker des Widerstands gegen die portugiesische Estado Novo-Diktatur auftraten.
1973 kehrte Vitorino nach Portugal zurück, wo er weiter sang. U. a. nahm er am I. Encontro da Canção Portuguesa am 29. März 1974 im Coliseu dos Recreios teil, einem denkwürdigen Konzert von Liedermachern, bei dem Vitorino José Afonso auf der Gitarre begleitete. Am 25. April 1974 fand die befreiende Nelkenrevolution statt, und die exilierten Liedermacher kehrten zu ihren weiter im Land singenden Freunden zurück. In dieser euphorischen Zeit erschien Vitorinos erste Schallplattenaufnahme, die 7"-EP Morra Quem não Tem Amores (portugiesisch für: Es sterbe, wer keine Liebe habe) und er spielte mit Sérgio Godinho und dessen damaliger Ehefrau Sheila Charlesworth das Album Cantigas De Ida E Volta (portugiesisch für: Gesänge für hin und zurück) ein.
1975 erschien sein erstes eigene Album, Semear Salsa Ao Reguinho (portugiesisch für: Petersilie in der kleinen Furche sähen). Von Fausto produziert und mit José Afonso und Sérgio Godinho als Gastmusikern, sang er hier neben Eigenkreationen vor allem neu arrangierte Volkslieder und traditionelle Weisen, darunter das bekannte Volkslied Menina estás à janela, das er fortan häufig auf seinen Konzerten singen sollte. Auch Cante-Alentejano-Gesänge aus seiner Heimatregion Alentejo sind zu hören, und das ganze Album strahlte in Text, Bild und Ton sowohl eine Verbundenheit zu den Volkstraditionen als auch zur Revolution aus, die im Alentejo, als besonders befreiend, begeistert aufgenommen wurde. Seither etablierte er sich als Solokünstler, mit einer Vielzahl Veröffentlichungen und Gastspielen im In- und Ausland. Bis in die 1980er Jahre arbeitete er dabei häufig mit Pedro Caldeira Cabral als Arrangeur der von ihm interpretierten Volksweisen, als Komponist und als Produzent zusammen, um ab der zweiten Hälfte der 1980er Jahre verstärkt Eigenkompositionen aufzunehmen und nun häufiger mit weiteren Jazz-, Klassik- und Weltmusik-Künstlern zusammenzuarbeiten, darunter Júlio Pereira, wieder Pedro Caldeira Cabral, João Paulo Esteves da Silva, das Opus Ensemble und andere.

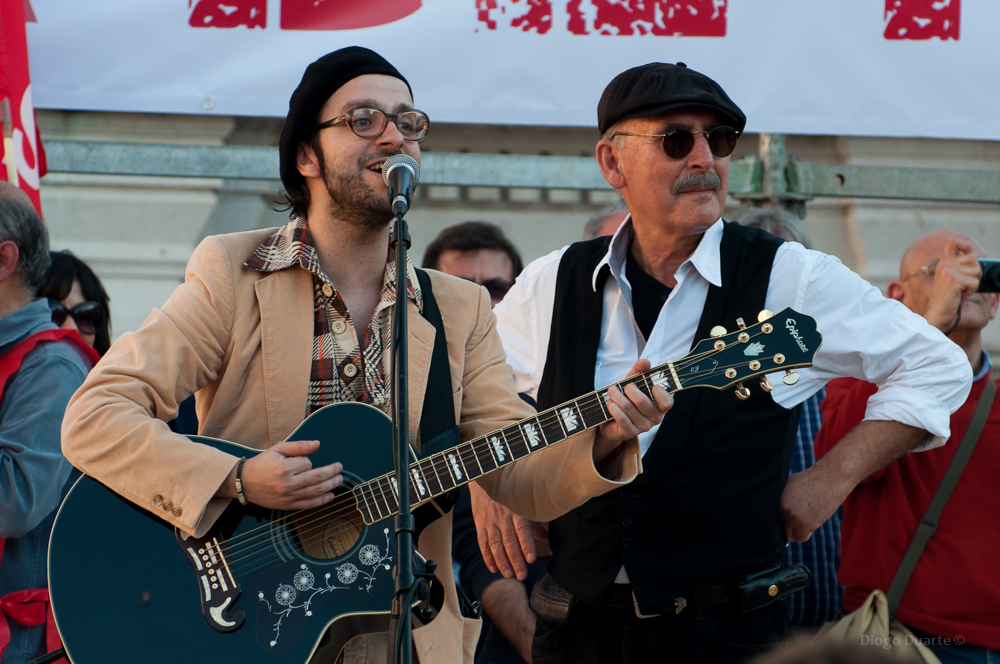
Vitorino (mit Sonnenbrille) und die Homens da Luta bei der Occupy-Protestkundgebung Ocupar Lisboa in Lissabon 2011.

Vitorino kooperiert neben seiner Soloarbeit auch immer wieder mit anderen Musikern, sowohl seiner Generation als auch mit Jüngeren. So war er 1990 Gründungsmitglied des Projektes Lua Extravagante, das neben ihm und seinen beiden Brüdern Janita und Carlos Salomé auch die junge Sängerin Filipa Pais zählte, und arbeitete mit so verschiedenen Gruppen wie Vozes do Sul oder Ena Pá 2000 zusammen. Zu erwähnen auch das erfolgreiche All-Star-Projekt Rio Grande, das von 1996 bis 1998 bestand und neben Vitorino auch Musiker wie Rui Veloso, den Xutos-&-Pontapés-Sänger Tim, Jorge Palma und den Trovante-Musiker João Gil umfasste.
Auf seinen Alben Eu Que Me Comovo Por Tudo E Por Nada (portugiesisch für: Ich, der immer gleich gerührt ist, 1992) und A Canção Do Bandido (portugiesisch für: Das Lied des Banditen, 1995) vertonte er eine Reihe Gedichte von António Lobo Antunes, die sich mit Lissabon beschäftigen und die Vitorino hier in so verschiedenen musikalischen Liedformen wie Tango, Bolero, Walzer, Fado, Mambos oder gar Schlaflieder verarbeitete. 1999 nahm er ein Album mit der kubanischen Formation Septeto Habanero auf.
Für Eu Que Me Comovo Por Tudo E Por Nada erhielt er 1993 den Schallplattenpreis José Afonso und im gleichen Jahr erschien eine Best-of-Zusammenstellung seiner bekanntesten Stücke unter dem Titel As Mais Bonitas (Portugiesisch für: Die schönsten), die Platinstatus erreichte.
Gelegentlich komponierte er auch für Filme und trat gelegentlich auch als Schauspieler auf, doch blieben dies nur kleine Projekte und sein Hauptaugenmerk blieb bis heute seine Musik, in der er die verschiedensten Einflüsse aufnimmt, stets jedoch eine Verbindung von Tradition und Moderne, und von Land und Stadt sucht.
1994 wurde ihm der portugiesische Freiheitsorden (Ordem da Liberdade) im Offiziersrang verliehen.

## Diskografie (Alben)
- 1975: Semear Salsa Ao Reguinho (Orfeu)
- 1975: Cantigas De Ida E Volta (Orfeu), mit Sérgio Godinho, Fausto und Sheila Charlesworth
- 1977: Os Malteses (Orfeu)
- 1979: Não Há Terra Que Resista - Contraponto (Orfeu)
- 1981: Romances (Orfeu)
- 1983: Flor De La Mar (EMI)
- 1984: Leitaria Garrett (EMI)
- 1985: Sul (EMI)
- 1988: Negro Fado (EMI)
- 1989: Cantigas De Encantar (Pelos Porquinhos E O Lobo Mau) (EMI)
- 1992: Eu Que Me Comovo Por Tudo E Por Nada (EMI)
- 1995: A Canção Do Bandido (EMI)
- 1999: La Habana 99 (EMI), mit dem Septeto Habanero
- 2001: Alentejanas E Amorosas (EMI)
- 2001: Estação Da Minha Vida (EMI/Valentim de Carvalho)
- 2004: Ninguém Nos Ganha Aos Matraquilhos (EMI)
- 2004: Utopia: Vitorino E Janita Salomé Cantam José Afonso (Ao Vivo) (EMI/Valentim de Carvalho), Livealbum, mit Janita Salomé
- 2006: Abril, Abrilzinho (Praça das Flores, Público), mit Manuel Freire und José Jorge Letria
- 2007: Ao Vivo Vitorino A Preto E Branco (Som Livre), Livealbum
- 2009: Tango (Magic Music)
- 2010: Viva A República Viva! (Tugaland, Fnac), Minialbum
- 2011: Triângulo Do Atlântico - Amor En Adjectivo! (Profedições), mit Dany Silva (Kap Verde) und Pepe Ordás (Brasilien)
- 2012: Moda Impura (Primetime), mit Janita Salomé und den Cantadores De Redondo
- 2019:  Canções De Roda, Lenga Lengas E Outras Que Tais (Universal), mit Ana Bacalhau, Jorge Benvinda, Sérgio Godinho und Cláudia Guerreiro
- 2020:  Vem Devagarinho Para A Minha Beira - Voz E Dois Pianos (Sony), mit João Paulo Esteves Da Silva und Filipe Raposo

Dazu kommen mindestens 17 Best-of- und andere Zusammenstellungen.

## Filmografie

### Filmmusik
- 1980: Passos em Volta de Camões (Fernsehfilm); Regie: Manuel Varela
- 1993: Ora Bolas Marina (Fernsehserie)
- 2001: Estação da Minha Vida (Fernsehserie)
- 2001: Anjo Selvagem (Fernsehserie)
- 2005: João Semana (Fernsehserie)
- 2019: Vitorino - Queda do Império (Musikvideo)
- 2019: Não sei do que é que se trata, mas não concordo; Regie: Jorge Paixão da Costa

### Schauspieler
- 1979: Der Graf von Monte Christo (Fernseh-Mehrteiler); Regie: Denys de La Patellière
- 1985: Moura Encantada; Regie: Manuel Costa e Silva
- 1988: Há Festa em Lisboa (Fernsehserie)
- 1989: Torquemada; Regie: Stanislav Barabáš
- 1991: Das Millionenspiel (La milliardaire); Regie: Jacques Ertaud
- 1991: O Menino de Sua Mãe (Fernsehfilm); Regie: Luis Nestor Ribeiro